# Araneus decaisnei
Araneus decaisnei este o specie de păianjeni din genul Araneus, familia Araneidae. A fost descrisă pentru prima dată de Lucas, 1863.
Este endemică în Filipine. Conform Catalogue of Life specia Araneus decaisnei nu are subspecii cunoscute.